# 擬似戦争
擬似戦争（ぎじせんそう、英: Quasi-War）は、1798年から1800年にかけてアメリカ合衆国と革命後のフランスとの間で、すべて海上で行われた宣戦布告なき戦いである。アメリカ合衆国ではフランスとの宣戦布告なき戦争（Undeclared War with France）、海賊戦争（The Pirate Wars）、あるいは半戦争（the Half-War）と呼ばれることがある。

## 背景
フランス革命前のフランス王国はアメリカ独立戦争のときにアメリカの主要な同盟国であったが、革命でできた新しいフランス政府は、1794年にアメリカとイギリスの間で合意されたジェイ条約を、1778年にフランスがアメリカと結んだ同盟条約に対する侵犯と見なした。ジェイ条約は独立戦争終戦以来引き摺っていたアメリカとイギリスの間の論争の幾つかを解決したが経済条項も含んでおり、それはフランスとイギリス間の紛争にはアメリカが既に中立を宣言しているように見えるし、またアメリカ議会がフランスの敵・イギリスとの貿易を認めたことは、フランスを怒らせた。またアメリカ側が、アメリカ独立戦争時の負債はフランス王国に対するものであるとして、フランス第一共和政政府に対する返済を停止したことは、フランスの怒りの火に油を注ぐ形となった。
フランスは敵国のイギリスと貿易を行うアメリカ商船を捕まえ始め、また1796年12月には新しいアメリカ大使チャールズ・コーツワース・ピンクニーがパリに着任することを拒んだ。ジョン・アダムズ大統領が1797年暮れに議会に提出した年間教書では、フランスが交渉を拒否したことを報告し、「わが国を然るべき防衛体制におく」必要性について語っていた。1798年4月、アダムズ大統領は議会にXYZ事件について報告した。これは、フランスの代理人がアメリカとの関係を丸く収めるために多額の賄賂を要求したということだった。
フランスはアメリカの商船に対し甚大な被害を及ぼした。1797年6月21日、国務長官ティモシー・ピカリングが議会に報告したところでは、フランスが過去11ヶ月間にアメリカ商船316隻を捕獲したとされていた。
フランスの襲撃者がアメリカの大西洋岸全体を実質上無抵抗で航行していたので、この敵対行為によってアメリカ船の保険料率は少なくとも500%上昇した。
アメリカ政府はフランス船と戦える軍艦を持っていなかった。最後の艦船は1785年に売却されていた。アメリカ合衆国にはささやかな密輸監視用カッターの船隊と放置された海岸の砦がいくつかあるだけだった。
革命フランスの私掠船による略奪行為の増加からアメリカ合衆国の拡大する通商を守る必要が生じ、合衆国海軍が創設されることとなった。アメリカ合衆国議会は大統領が砲22門以下の軍艦12隻以下に限定して整備し、武装し要員を配置することを承認した。この法の条件に添って、数隻の艦船が購入され軍艦に転換された。
1798年7月7日、議会がフランスとの条約を破棄した時が擬似戦争の半ば公式な開戦と考えられる。7月7日の法成立の2日後、議会はフランス船に対する攻撃を承認した。

## 海戦
アメリカ海軍はおよそ25隻の艦船で戦隊を作って活動した。合衆国南部の海岸およびカリブ海をパトロールしてフランスの私掠船を追求した。トーマス・トラクスタン艦長は乗組員の訓練水準を最高にすることに拘り、フリゲートのコンステレーション (USS Constellation) がランシュルジャント (L'Insurgente) を捕獲し、ラ・ベンジェンス (La Vengeance) に大きな損傷を与えた時は気前の良い配当を行った。フランスの私掠船もしばしば抵抗した。1つの例がデラウェア (USS Delaware) にニュージャージー州エッグ・ハーバー港外で捕獲された私掠船ラ・クロイアブル (La Croyable) である。エンタープライズ ('USS Enterprise) は8隻の私掠船を捕獲し、捕まりそうになったアメリカ船11隻を逃がした。エクスペリメント (USS Experiment) はフランス船デューザミ (Deux Amis) とディアン (Diane) を捕獲した。多くのアメリカ商船がエクスペリメントのお陰で取り戻された（1800年1月1日の海戦も参照）。ボストン (USS Boston) はル・ベルソー (Le Berceau) を略式で降伏させた。サイラス・タルボットは1800年5月11日にフランスと同盟するスペインが所有していたサントドミンゴのプエルト・プラタ港への遠征を計画し、アイザック・ハル海尉が指揮するコンスティチューション (USS Constitution ) の水兵と海兵が、フランスの私掠船サンウィッチ (Sandwich) を港から引きずり出し、スペインの砦にあった大砲を使えなくした。
アメリカ海軍の指揮下で動いた艦船の中で1隻のみが捕獲されたが後に取り戻された。リタリエーション (USS Retaliation) である。リタリエーションは捕獲した私掠船ラ・クロイアブル (La Croyable) であり、直ぐにアメリカ海軍に買い上げられた。僚艦モンティズマ (USS Montezuma) およびノーフォーク (USS Norfolk) と共に1798年10月28日にノーフォークを出港し、西インド諸島に巡航してアメリカの商船を保護していた。11月20日、フランスのフリゲート、ランシュルジャントとヴォロンテール (Volontaire) が、追跡中に僚艦から離れてしまったリタリエーションに追いついた。リタリエーションは砲門数のはるかに少ないスクーナーであったため、それを指揮していたウィリアム・ベインブリッジ海尉は降伏せざるを得なかったが、他の2隻のアメリカ軍艦がフランスのフリゲートに比べれは遥かに強力であるとフランスの先任艦長に信じさせ、追跡を諦めるよう誘導したので、モンティズマとノーフォークは追跡を免れることができた。フランスがマジシャンヌ (Magicienne) と改名したスクーナーは、6月28日、メリマック (USS Merrimack) の砲の威嚇で旗を降ろし、再びアメリカの手に渡った。 
アメリカ沿岸警備隊の前身である密輸監視隊に所属する密輸監視用カッターも他に2隻の捕獲に貢献した。エドワード・プレブルが指揮するカッター、ピカリング (USRC Pickering) は西インド諸島に2度航海し、素晴らしい成果をあげた。そのうちの1隻は合計150ポンドの砲弾を放てる19門の砲を備えていたのに対し、ピカリングは僅か砲14門、合計56ポンドに過ぎなかった。さらに捕獲艦の水兵は250名もおり、ピカリングの3倍以上だった。
アメリカ海軍は総計85隻のフランス船を捕獲した。
アメリカ側の損失に付いては資料により異なる。ある資料では1800年に戦争が終わるまで、フランスは2,000隻以上のアメリカ商船を捕獲したと言っているのに対し、他の資料では1隻しか失わなかったとしている。（この食い違いは海軍の損失を計算しているか、商船を数えているかということで説明できるかもしれない。）
イギリスとアメリカは同じ敵と戦っていたが、共同行動を採らなかったし、作戦計画を共有するとか戦隊の配置を相互に認識しようともしなかった。イギリスはアメリカ政府に海軍の物資や弾薬を売りつけた。さらに両海軍はそれぞれが海上で互いの艦船を識別できるように信号システムを共有し、互いの商船が護送船団に加わることを認めた。

## 敵対行動の終結
1800年の秋までに、アメリカ海軍とイギリス海軍は、フランスの第一統領ナポレオン・ボナパルト政府からのより懐柔的な外交姿勢もあり、フランスの私掠船と軍艦の活動を抑えることに成功した。9月30日に調印された1800年協定の結果、擬似戦争は終わった。